# Юлиан (мятежник)
Юлиан (лат. Iulianus) — мятежник, восставший против власти тетрархов около 297 года.
Из исторического труда Аврелия Виктора «О цезарях» известно, что Юлиан возглавил восстание квинквегентанов (народы пяти племен) — жителей Северной Африки. Авторы PLRE склонны идентифицировать его с Юлианом, упомянутым в «Извлечениях о жизни и нравах римских императоров». Там сообщается, что Юлиан восстал в Италии, но вскоре погиб, пронзив себя мечом и бросившись в огонь. А различия в местах восстания они объясняют ошибкой автора. Однако их трактовка подвергается сомнению.